# Carl-Oscar Andersson
Carl-Oscar Tore Kent Andersson (* 2. April 1992 in Varberg) ist ein schwedischer Fußballspieler auf der Position eines Mittelfeldspielers, der seit August 2015 beim isländischen Zweitligisten Knattspyrnufélag Fjarðabyggðar unter Vertrag steht. Er ist der Sohn der schwedischen Komikerin und Kabarettistin Annika Andersson und des aktuellen Präsidenten von GAIS Göteborg, Tomas Andersson.

## Karriere

### Karrierebeginn
Seine Karriere als Fußballspieler begann der 1992 geborene Sohn der Komikerin Annika Andersson und des Fußballfunktionärs und Unternehmers Tomas Andersson im Nachwuchs der tief unterklassig agierenden Skrea IF aus Falkenberg. Dort war Carl-Oscar Andersson, der mit der zwei Jahre älteren Caroline, dem drei Jahre jüngeren Alexander und dem um 16 Jahre jüngeren Nachzügler Wilfred drei Geschwister hat, bis einschließlich 2001 aktiv, ehe er in den Nachwuchsbereich von GAIS Göteborg wechselte, bei dem sein Vater bereits seit Jahren als Unterstützer am wirtschaftlichen Geschehen mitwirkte. In der Heimatstadt seines Vaters, der im Alltagsleben als Geschäftsführer von Specialkarosser AB in Ätran in Erscheinung tritt, durchlief er bis 2007 sämtliche Jugendspielklassen. In diesem Jahr kehrte er wieder zu seinen Anfängen zurück und schloss sich dem größten Fußballklub Falkenbergs, der Falkenbergs Fotbollförening, an. Mit der Jugend des Klubs aus der Küstenstadt war er mitunter sehr erfolgreich und gewann dabei unter anderem den regionalen Meisterschaftstitel im Jahr 2009 und wurde Vizemeister in der regionalen Hallenmeisterschaft desselben Jahres. Außerdem wurde er 2010 zum vielversprechendsten Talent des Klubs gewählt, was ihm mitunter auch zahlreiche Nominierungen in schwedische Lokal- und Regionalauswahlen einbrachte.

### Profidebüt und College-Fußball in den USA
Nachdem er es im Spieljahr 2011 erstmals im Profiteam der Falkenbergs FF mit Spielbetrieb in der zweithöchsten Spielklasse des Landes eingesetzt wurde und dabei am 12. Juni 2011 beim 1:1-Heimremis gegen die Hammarby IF debütierte, als er in der 81. Spielminute für Mikael Bomann auf den Rasen kam, vermeldete er schon bald darauf seinen Wechsel nach Übersee in die Vereinigten Staaten. Als die Falkenbergs FF die Spielzeit mit dem siebenten Platz auf einem Rang im Tabellenmittelfeld abgeschlossen hatte und es Andersson bis zum Saisonende noch auf einen weiteren Kurzeinsatz gebracht hatte, schloss er sich noch vor Beginn der neuen Saison den Mercer Bears, der Sportabteilung der Mercer University aus Macon, Georgia, an. Während er in Falkenberg das Falkenbergs gymnasieskola absolviert hatte, begann er ein weiterführendes Studium, wobei sein Hauptfach vorerst nicht deklariert wurde, an der Mercer University und wurde noch in seinem Freshman-Jahr zum Spielmacher der Bears mit Spielbetrieb in der NCAA Division I. Dabei wurde er in allen 20 Meisterschaftspartien seines Teams von Beginn eingesetzt, wobei er es auf einen Treffer, sowie sechs Torvorlagen brachte. In diesem Jahr wurde er auch ins All-Freshman-Team der A-Sun-Conference gewählt und war außerdem in deren All-Academic-Auswahl. Im Folgejahr 2012 wurde der Mittelfeldakteur in 16 Meisterschaftsspielen eingesetzt, in denen er drei Treffer beisteuerte und am Saisonende aufgrund seiner Leistung sogar ins All-Atlantic-Sun-Second-Team gewählt wurde.

### Rückkehr nach Schweden
Nach dem Schuljahr 2012 kehrte er wieder in sein Heimatland zurück, wo er erneut von seinem Stammverein Falkenbergs FF aufgenommen wurde. Im Laufe der Saison 2013 wurde er in zwölf Ligaspielen eingesetzt, brachte es dabei aber immer lediglich zu Kurzeinsätzen. Auch im schwedischen Pokal der Saison 2012/13 schaffte er es zu zwei Kurzeinsätzen, wobei er auch 2010 und 2011 in jeweils einer Pokalbegegnung eingesetzt war. Bei seinen zwölf Ligaeinsätzen gelang ihm unter anderem am 26. Mai 2013 beim 4:2-Heimsieg über GAIS Göteborg seine erste Torvorlage und nicht einmal einen Monat später bei der 2:4-Heimniederlage gegen die Degerfors IF sein erster Treffer im Trikot der Falkenbergs FF. Obgleich er in die Saison kaum über Einsätze kam, die länger als zehn Minuten dauerten, wurde er am Ende mit dem Team mit einem Punkt Vorsprung auf den Verfolger Örebro SK Meister der Superettan. Beide Mannschaften stiegen damit automatisch in die Allsvenskan, die höchste Spielklasse im schwedischen Fußball, auf, während der Drittplatzierte GIF Sundsvall im Aufstiegs-Play-off um eine Teilnahme an der höchsten Fußballliga des Landes kämpfen musste.
In der Spielzeit nach dem Aufstieg konnte sich Carl-Oscar Andersson, der wie auch schon in der vorangegangenen Saison hauptsächlich in der unterklassig spielenden U-21-Mannschaft zum Einsatz kam, erneut nicht beim Profiteam durchsetzen. Selten brachte er es dabei auf längere Einsätze als 15 Minuten; am Ende reichte es für 13 Erstligaauftritte, in denen er zwei Tore erzielte und ein weiteres für eine Teamkollegen vorbereitete. Auch seine Position variierte im Laufe des Jahres ständig. Während er beim Reserveteam vorwiegend auf offensiven Positionen in Erscheinung trat und dabei meist als Mittelstürmer oder zentraler Mittelfeldspieler, seltener auch als Innenverteidiger spielte, kam er im Profiteam beinahe ausschließlich im defensiven Bereich zum Einsatz. Bis zum Saisonende konnte das Team nur knappe einen Abstieg abwenden und kam ebenso knapp an der Teilnahme an den Relegationsspielen vorbei. Auch im Fußballpokal 2013/14 nahm es für Falkenbergs FF ein jähes Ende, als man dem Drittligisten AFC United bereits in der zweiten Runde mit 1:2 unterlag; Andersson war dabei als defensiver Mittelfeldspieler über 71 Minuten für sein Team aktiv. Auch im Cup 2014/15 folgte ein baldiges Ende, nachdem das Team rund um Carl-Oscar Andersson, der über die volle Matchdauer durchspielte, ebenfalls mit 1:2 gegen den Drittligisten FC Trollhättan unterlag. Seine Einsatzzahlen änderten sich auch nicht unter dem neuen Trainer Henrik Larsson, der den nur ein Jahr als Cheftrainer im Amt befindenden Hans Eklund ersetzte.

### Neuerlicher Wechsel in die Vereinigten Staaten
Im darauffolgenden Jahr tat sich für Carl-Oscar Anderssons schließlich ein internationaler Vereinswechsel auf, wobei er am 29. April 2015 einen Vertrag mit dem nordamerikanischen Zweitligisten New York Cosmos unterschrieb, jedoch umgehend an das eben erst gegründete Reserveteam New York Cosmos B mit Spielbetrieb in der vierthöchsten Fußballliga Nordamerikas verliehen wurde. Sein Debüt für New York Cosmos B gab der Schwede, der in der Mannschaft vor allem als Sturmpartner neben dem Portugiesen Miguel Herlein eingesetzt wird, am 13. Juni 2015 beim 2:0-Sieg über die Seacoast United Phantoms. In weiterer Folge wurde Andersson sieben Mal in der B-Mannschaft eingesetzt und erzielte dabei einen Treffer; aufgrund der Aussichtslosigkeit auf einen Platz im Profikader verließ der Schwede noch im Sommer 2015 seinen US-Klub und wechselte wieder nach Europa, wo er Anfang August beim isländischen Zweitligisten Knattspyrnufélag Fjarðabyggðar anheuerte. Hier gab er am 7. August beim 2:2-Heimremis gegen Þór Akureyri sein Teamdebüt, als er von Beginn an agierte und ab der 87. Spielminute durch Elvar Ingi Vignisson ersetzt wurde. Nach drei aufeinanderfolgenden Ligaeinsätzen jeweils über die vollen 90 Minuten, saß er in seinem fünften Spiel ohne Einsatz auf der Ersatzbank und war danach erst gar nicht mehr im Kader des isländischen Zweitligaklubs.

## Erfolge
- Meister der Superettan: 2013